# Tetragonula hockingsi
Tetragonula hockingsi là một loài Hymenoptera trong họ Apidae. Loài này được Cockerell mô tả khoa học năm 1929.

## Hình ảnh

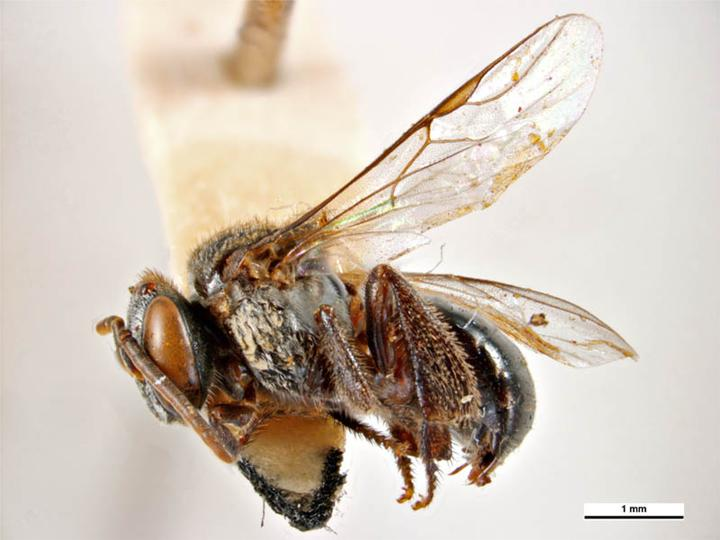